# Volta a Espanya de 2023, Etapa 1–Etapa 11
La Volta a Espanya de 2023 és la 78a edició de la cursa ciclista la Volta a Espanya, una de les Grans Voltes. La Volta començà a Barcelona el 26 d'agost i l'onzena etapa anirà des de Lerma fins a Laguna Negra. La 21a i última etapa tindrà lloc el 17 de setembre.

## Classificacions
| Llegenda                              | Llegenda                                 | Llegenda                                     | Llegenda                               |
| ------------------------------------- | ---------------------------------------- | -------------------------------------------- | -------------------------------------- |
| Líder de la classificació general     | Líder de la classificació general        | Líder de la classificació dels joves         | Líder de la classificació dels joves   |
| Líder de la classificació per punts   | Líder de la classificació per punts      | Líder de la classificació per equips         | Líder de la classificació per equips   |
| Líder de la classificació de muntanya | Líder la de classificació de la muntanya | Líder de la classificació de la combativitat | Guanyador del Premi de la combativitat |

## Etapa 1
26 d'agost de 2023 – Barcelona fins a Barcelona, 14,6 km (CRE)
La primera etapa de la Volta fou una contrarellotge per equips amb una ruta planera però tècnica, doncs contenia 18 revolts en total. Començà a La Barceloneta, passà pel barri de Sant Martí i per davant la Sagrada Família i finalitzà a l'Avinguda de la Reina Maria Cristina, a prop de les Quatre Columnes. La cursa començà a les 18:55 amb l'equip espanyol Caja Rural-Seguros RGA i l'últim en sortir fou Soudal Quick-Step a les 20:19. L'etapa fou guanyada per l'equip Team DSM–Firmenich, qui completà el recorregut en 17 minuts 30 segons.
L'inici de la Volta a Espanya portà controvèrsia, doncs varis corredors qüestionaren el fet de fer la prova a últimes hores de la tarda, ja que els últims equips en sortir completaren el recorregut pràcticament a les fosques. Les condicions meteorològiques també dificultaren la cursa, en la qual hi hagué força caigudes.
| \| Classificació de l'etapa \| Classificació de l'etapa \| Classificació de l'etapa \| Classificació de l'etapa \| Classificació de l'etapa \| \| Corredor \| Corredor \| Equip \| Temps \| \| \| ------------------------ \| ------------------------ \| ------------------------ \| ------------------------ \| ------------------------ \| \| 1r \| Team DSM-Firmenich \| \| 17' 30" \| \| \| 2n \| Movistar Team \| \| + 0" \| \| \| 3r \| EF Education-EasyPost \| \| + 6" \| \| \| 4t \| Soudal Quick-Step \| \| + 6" \| \| \| 5è \| Groupama-FDJ \| \| + 6" \| \| \| 6è \| Bahrain Victorious \| \| + 10" \| \| \| 7è \| Astana Qazaqstan Team \| \| + 17" \| \| \| 8è \| Ineos Grenadiers \| \| + 20" \| \| \| 9è \| Cofidis \| \| + 22" \| \| \| 10è \| Bora-Hansgrohe \| \| + 28" \| \| |                       |       |         |
| |                       |       |         |
| Font: ProCyclingStats |                       |       |         |
| Classificació de l'etapa |                       |       |         |
| Corredor | Corredor              | Equip | Temps   |
| 1r | Team DSM-Firmenich    |       | 17' 30" |
| 2n | Movistar Team         |       | + 0"    |
| 3r | EF Education-EasyPost |       | + 6"    |
| 4t | Soudal Quick-Step     |       | + 6"    |
| 5è | Groupama-FDJ          |       | + 6"    |
| 6è | Bahrain Victorious    |       | + 10"   |
| 7è | Astana Qazaqstan Team |       | + 17"   |
| 8è | Ineos Grenadiers      |       | + 20"   |
| 9è | Cofidis               |       | + 22"   |
| 10è | Bora-Hansgrohe        |       | + 28"   |

|
| \| Classificació general \| Classificació general \| Classificació general \| Classificació general \| Classificació general \| \| Corredor \| Corredor \| Equip \| Temps \| \| \| --------------------- \| --------------------- \| --------------------- \| --------------------- \| --------------------- \| \| 1r \| Lorenzo Milesi \| Team DSM-Firmenich \| 17' 30" \| \| \| 2n \| Max Poole \| Team DSM-Firmenich \| + 0" \| \| \| 3r \| Romain Bardet \| Team DSM-Firmenich \| + 0" \| \| \| 4t \| Sean Flynn \| Team DSM-Firmenich \| + 0" \| \| \| 5è \| Oscar Onley \| Team DSM-Firmenich \| + 0" \| \| \| 6è \| Chris Hamilton \| Team DSM-Firmenich \| + 0" \| \| \| 7è \| Enric Mas Nicolau \| Movistar Team \| + 0" \| \| \| 8è \| Einer Rubio \| Movistar Team \| + 0" \| \| \| 9è \| Nélson Oliveira \| Movistar Team \| + 0" \| \| \| 10è \| Iván García Cortina \| Movistar Team \| + 0" \| \| |                     |                    |         |
| |                     |                    |         |
| Font: ProCyclingStats |                     |                    |         |
| Classificació general |                     |                    |         |
| Corredor | Corredor            | Equip              | Temps   |
| 1r | Lorenzo Milesi      | Team DSM-Firmenich | 17' 30" |
| 2n | Max Poole           | Team DSM-Firmenich | + 0"    |
| 3r | Romain Bardet       | Team DSM-Firmenich | + 0"    |
| 4t | Sean Flynn          | Team DSM-Firmenich | + 0"    |
| 5è | Oscar Onley         | Team DSM-Firmenich | + 0"    |
| 6è | Chris Hamilton      | Team DSM-Firmenich | + 0"    |
| 7è | Enric Mas Nicolau   | Movistar Team      | + 0"    |
| 8è | Einer Rubio         | Movistar Team      | + 0"    |
| 9è | Nélson Oliveira     | Movistar Team      | + 0"    |
| 10è | Iván García Cortina | Movistar Team      | + 0"    |

## Etapa 2
27 d'agost de 2023 – Mataró fins a Barcelona, 181,3 km
A causa de les males condicions meteorològiques, els temps per la classificació general es van agafar a 9 quilòmetres de la meta, just abans del descens de la muntanya de Montjuïc.
Bona part dels 181,3 kilòmetres foren recorreguts a una velocitat més baixa del que seria habitual per evitar caigudes, tot i així, n'hi hagué múltiples, entre elles, la del líder de la general Lorenzo Milesi (Team DSM–Firmenich), de Primož Roglič (Team Jumbo-Visma) i Geraint Thomas (Ineos Grenadiers). Oscar Onley (Team DSM–Firmenich) també patí una caiguda i, en conseqüència, tingué que abandonar la cursa. A causa d'aquestes caigudes, varis corredors, com Remco Evenepoel i Jonas Vingegaard, demanaren al gran grup de reduir la velocitat.
Andreas Kron, de l'equip Lotto Dstny, atacà durant l'ascens a Montjuïc i fou capaç de guanyar l'etapa, la qual dedicà a Tijl de Decker, ciclista del Lotto-Soudal U23 que morí a causa d'un accident a principis de setmana. Kaden Groves (Alpecin-Deceuninck) arribà segon a la línia de meta i Andrea Vendrame (AG2R Citroën Team) arribà tercer.
| \| Classificació de l'etapa \| Classificació de l'etapa \| Classificació de l'etapa \| Classificació de l'etapa \| Classificació de l'etapa \| \| Corredor \| Corredor \| Equip \| Temps \| \| \| ------------------------ \| ------------------------ \| ------------------------ \| ------------------------ \| ------------------------ \| \| 1r \| Andreas Kron \| Lotto Dstny \| 4h 10' 06" \| \| \| 2n \| Kaden Groves \| Alpecin-Deceuninck \| + 0" \| \| \| 3r \| Andrea Vendrame \| AG2R Citroën Team \| + 0" \| \| \| 4t \| Andrea Bagioli \| Soudal Quick-Step \| + 0" \| \| \| 5è \| Fernando Barceló Aragón \| Caja Rural-Seguros RGA \| + 0" \| \| \| 6è \| Iván García Cortina \| Movistar Team \| + 0" \| \| \| 7è \| Romain Grégoire \| Groupama-FDJ \| + 0" \| \| \| 8è \| Lennert Van Eetvelt \| Lotto Dstny \| + 0" \| \| \| 9è \| Marijn van den Berg \| EF Education-EasyPost \| + 0" \| \| \| 10è \| Kobe Goossens \| Intermarché-Circus-Wanty \| + 0" \| \| |                         |                          |            |
| |                         |                          |            |
| Font: ProCyclingStats |                         |                          |            |
| Classificació de l'etapa |                         |                          |            |
| Corredor | Corredor                | Equip                    | Temps      |
| 1r | Andreas Kron            | Lotto Dstny              | 4h 10' 06" |
| 2n | Kaden Groves            | Alpecin-Deceuninck       | + 0"       |
| 3r | Andrea Vendrame         | AG2R Citroën Team        | + 0"       |
| 4t | Andrea Bagioli          | Soudal Quick-Step        | + 0"       |
| 5è | Fernando Barceló Aragón | Caja Rural-Seguros RGA   | + 0"       |
| 6è | Iván García Cortina     | Movistar Team            | + 0"       |
| 7è | Romain Grégoire         | Groupama-FDJ             | + 0"       |
| 8è | Lennert Van Eetvelt     | Lotto Dstny              | + 0"       |
| 9è | Marijn van den Berg     | EF Education-EasyPost    | + 0"       |
| 10è | Kobe Goossens           | Intermarché-Circus-Wanty | + 0"       |

|
| \| Classificació general \| Classificació general \| Classificació general \| Classificació general \| Classificació general \| \| Corredor \| Corredor \| Equip \| Temps \| \| \| --------------------- \| --------------------- \| --------------------- \| --------------------- \| --------------------- \| \| 1r \| Andrea Piccolo \| EF Education-EasyPost \| 4h 27' 23" \| \| \| 2n \| Javier Romo \| Astana Qazaqstan Team \| + 11" \| \| \| 3r \| Iván García Cortina \| Movistar Team \| + 13" \| \| \| 4t \| Romain Bardet \| Team DSM-Firmenich \| + 13" \| \| \| 5è \| Max Poole \| Team DSM-Firmenich \| + 13" \| \| \| 6è \| Nélson Oliveira \| Movistar Team \| + 13" \| \| \| 7è \| Imanol Erviti Ollo \| Movistar Team \| + 13" \| \| \| 8è \| Enric Mas Nicolau \| Movistar Team \| + 13" \| \| \| 9è \| Einer Rubio \| Movistar Team \| + 13" \| \| \| 10è \| Sean Flynn \| Team DSM-Firmenich \| + 13" \| \| |                     |                       |            |
| |                     |                       |            |
| Font: ProCyclingStats |                     |                       |            |
| Classificació general |                     |                       |            |
| Corredor | Corredor            | Equip                 | Temps      |
| 1r | Andrea Piccolo      | EF Education-EasyPost | 4h 27' 23" |
| 2n | Javier Romo         | Astana Qazaqstan Team | + 11"      |
| 3r | Iván García Cortina | Movistar Team         | + 13"      |
| 4t | Romain Bardet       | Team DSM-Firmenich    | + 13"      |
| 5è | Max Poole           | Team DSM-Firmenich    | + 13"      |
| 6è | Nélson Oliveira     | Movistar Team         | + 13"      |
| 7è | Imanol Erviti Ollo  | Movistar Team         | + 13"      |
| 8è | Enric Mas Nicolau   | Movistar Team         | + 13"      |
| 9è | Einer Rubio         | Movistar Team         | + 13"      |
| 10è | Sean Flynn          | Team DSM-Firmenich    | + 13"      |

## Etapa 3
28 d'agost de 2023 – Súria fins a Arinsal ( Andorra), 158,5 km
En una etapa muntanyosa de 158,5 kilòmetres, des d'un bon inici hi hagué força atacs, fins que al cap de 45 km recorreguts, s'establí l'escapada, la qual tingué corredors com Lennard Kämna (Bora-Hansgrohe), Pierre Latour (TotalEnergies) o Damiano Caruso (Bahrain Victorious). Al Coll d'Ordino, bona part de l'escapada es despenjà i només quedaren Caruso, Kämna i Eduardo Sepúlveda al davant i, al Coll d'Arinsal, només Kämna i Caruso arribaren en l'escapada. Durant l'ascensió del coll, Kämna intentà distanciar-se de Caruso, fins que a 3 km del final ho aconseguí, tot i així, poc després fou atrapat pel gran grup, estirat per Jay Vine (UAE Team Emirates). Juan Ayuso (UAE Team Emirates), fou el primer en atacar, però fou ràpidament neutralitzat per Sepp Kuss (Team Jumbo-Visma). A 300 metres pel final, Remco Evenepoel llançà un atac. Jonas Vingegaard (Jumbo-Visma), no fou capaç de seguir al belga i aquest s'emportà la victòria de l'etapa i també la classificació general. Després de travessar la línia de meta, Evenepoel patí una caiguda que li provocà un trau a la cella.
Després de la tercera etapa, les classificacions patiren canvis: Evenepoel es col·locà líder de la general, seguit per Enric Mas, Lenny Martinez i Vingegaard, i, del gran premi de la muntanya i de la classificació de joves, mentre que l'italià Andrea Vendrame es posà primer de la classificació de punts.
| \| Classificació de l'etapa \| Classificació de l'etapa \| Classificació de l'etapa \| Classificació de l'etapa \| Classificació de l'etapa \| \| Corredor \| Corredor \| Equip \| Temps \| \| \| ------------------------ \| ------------------------ \| ------------------------ \| ------------------------ \| ------------------------ \| \| 1r \| Remco Evenepoel \| Soudal Quick-Step \| 4h 15' 39" \| \| \| 2n \| Jonas Vingegaard \| Jumbo-Visma \| + 1" \| \| \| 3r \| Juan Ayuso Pesquera \| UAE Team Emirates \| + 1" \| \| \| 4t \| Primož Roglič \| Jumbo-Visma \| + 1" \| \| \| 5è \| Marc Soler i Giménez \| UAE Team Emirates \| + 1" \| \| \| 6è \| Enric Mas Nicolau \| Movistar Team \| + 1" \| \| \| 7è \| Lenny Martinez \| Groupama-FDJ \| + 1" \| \| \| 8è \| Cian Uijtdebroeks \| Bora-Hansgrohe \| + 1" \| \| \| 9è \| João Almeida \| UAE Team Emirates \| + 1" \| \| \| 10è \| Aleksandr Vlàssov \| Bora-Hansgrohe \| + 1" \| \| |                      |                   |            |
| |                      |                   |            |
| Font: ProCyclingStats |                      |                   |            |
| Classificació de l'etapa |                      |                   |            |
| Corredor | Corredor             | Equip             | Temps      |
| 1r | Remco Evenepoel      | Soudal Quick-Step | 4h 15' 39" |
| 2n | Jonas Vingegaard     | Jumbo-Visma       | + 1"       |
| 3r | Juan Ayuso Pesquera  | UAE Team Emirates | + 1"       |
| 4t | Primož Roglič        | Jumbo-Visma       | + 1"       |
| 5è | Marc Soler i Giménez | UAE Team Emirates | + 1"       |
| 6è | Enric Mas Nicolau    | Movistar Team     | + 1"       |
| 7è | Lenny Martinez       | Groupama-FDJ      | + 1"       |
| 8è | Cian Uijtdebroeks    | Bora-Hansgrohe    | + 1"       |
| 9è | João Almeida         | UAE Team Emirates | + 1"       |
| 10è | Aleksandr Vlàssov    | Bora-Hansgrohe    | + 1"       |

|
| \| Classificació general \| Classificació general \| Classificació general \| Classificació general \| Classificació general \| \| Corredor \| Corredor \| Equip \| Temps \| \| \| --------------------- \| ------------------------- \| --------------------- \| --------------------- \| --------------------- \| \| 1r \| Remco Evenepoel \| Soudal Quick-Step \| + 8h 43' 11" \| \| \| 2n \| Enric Mas Nicolau \| Movistar Team \| + 5" \| \| \| 3r \| Lenny Martinez \| Groupama-FDJ \| + 11" \| \| \| 4t \| Jonas Vingegaard \| Jumbo-Visma \| + 31" \| \| \| 5è \| Aleksandr Vlàssov \| Bora-Hansgrohe \| + 33" \| \| \| 6è \| Cian Uijtdebroeks \| Bora-Hansgrohe \| + 33" \| \| \| 7è \| Romain Bardet \| Team DSM-Firmenich \| + 35" \| \| \| 8è \| Santiago Buitrago Sánchez \| Bahrain Victorious \| + 35" \| \| \| 9è \| Wilco Kelderman \| Jumbo-Visma \| + 37" \| \| \| 10è \| Primož Roglič \| Jumbo-Visma \| + 37" \| \| |                           |                    |              |
| |                           |                    |              |
| Font: ProCyclingStats |                           |                    |              |
| Classificació general |                           |                    |              |
| Corredor | Corredor                  | Equip              | Temps        |
| 1r | Remco Evenepoel           | Soudal Quick-Step  | + 8h 43' 11" |
| 2n | Enric Mas Nicolau         | Movistar Team      | + 5"         |
| 3r | Lenny Martinez            | Groupama-FDJ       | + 11"        |
| 4t | Jonas Vingegaard          | Jumbo-Visma        | + 31"        |
| 5è | Aleksandr Vlàssov         | Bora-Hansgrohe     | + 33"        |
| 6è | Cian Uijtdebroeks         | Bora-Hansgrohe     | + 33"        |
| 7è | Romain Bardet             | Team DSM-Firmenich | + 35"        |
| 8è | Santiago Buitrago Sánchez | Bahrain Victorious | + 35"        |
| 9è | Wilco Kelderman           | Jumbo-Visma        | + 37"        |
| 10è | Primož Roglič             | Jumbo-Visma        | + 37"        |

## Etapa 4
29 d'agost de 2023 – Andorra la Vella ( Andorra) fins a Tarragona, 185 km
La quarta etapa fou una etapa plana de 185 kilòmetres amb sortida a Andorra la Vella i arribada a Tarragona. La segona meitat del recorregut tingué dues petites ascensions.
Poc després de començar l'etapa, es formà una escapada. El gran grup, liderat per Soudal Quick-Step i Alpecin-Deceuninck, començà a augmentar la velocitat i a reduir la diferència amb l'escapada. Durant la primera ascensió, els corredors de l'escapada començaren a atacar-se entre ells i finalment fou Eduardo Sepúlveda (Lotto Dstny) qui coronà primer l'Alto de Belltall (9,3 km al 3,7%). En la segona ascensió del dia al Coll de Lilla (5,2 km al 4,9%), Sepúlveda també fou el que s'emportà més punts i això li permeté aconseguir el mallot blanc amb punts blaus com a líder del Gran Premi de la muntanya. Aconseguint aquest mallot, Sepúlveda es convertí en el primer argentí en ser líder en alguna de les classificacions de les Grans Voltes.
Durant els últims 30 kilòmetres, els quals foren en una mica de descens, l'escapada intentà aguantar però el gran grup els atrapà poc després i els començaren a posicionar-se per intentar guanyar l'etapa. Els últims 5 km de carrera foren caòtics, doncs a 4,1 km de meta, una gran caiguda afectà a força corredors, entre ells Santiago Buitrago, Kamil Gradek, Matevž Govekar, Wout Poels tots del Bahrain Victorious i Bryan Coquard del Cofidis. Durant l'últim kilòmetre també hi hagué una caiguda de Marijn van den Berg (EF Education-EasyPost), que provocà que el gran grup reduís la velocitat. A uns 300 metres d'acabar l'etapa, el colombià Sebastián Molano (UAE Team Emirates) començà un atac, però en els últims metres fou atrapat per Kaden Groves (Alpecin-Deceuninck), qui guanyà la quarta etapa i aconseguí els punts suficients per col·locar-se líder de la classificació de punts.
Remco Evenepoel finalitzà en 12a posició i mantingué el mallot vermell com a líder de la general i també el mallot blanc com a líder de la classificació de joves.
| \| Classificació de l'etapa \| Classificació de l'etapa \| Classificació de l'etapa \| Classificació de l'etapa \| Classificació de l'etapa \| \| Corredor \| Corredor \| Equip \| Temps \| \| \| ------------------------ \| -------------------------- \| ------------------------ \| ------------------------ \| ------------------------ \| \| 1r \| Kaden Groves \| Alpecin-Deceuninck \| 4h 05' 41" \| \| \| 2n \| Sebastián Molano Benavides \| UAE Team Emirates \| + 0" \| \| \| 3r \| Edward Theuns \| Lidl-Trek \| + 0" \| \| \| 4t \| Milan Menten \| Lotto Dstny \| + 0" \| \| \| 5è \| Dries Van Gestel \| TotalEnergies \| + 0" \| \| \| 6è \| Orluis Aular Sanabria \| Caja Rural-Seguros RGA \| + 0" \| \| \| 7è \| Hugo Page \| Intermarché-Circus-Wanty \| + 0" \| \| \| 8è \| Lewis Askey \| Groupama-FDJ \| + 0" \| \| \| 9è \| Sean Flynn \| Team DSM-Firmenich \| + 0" \| \| \| 10è \| Andrea Vendrame \| AG2R Citroën Team \| + 0" \| \| |                            |                          |            |
| |                            |                          |            |
| Font: ProCyclingStats |                            |                          |            |
| Classificació de l'etapa |                            |                          |            |
| Corredor | Corredor                   | Equip                    | Temps      |
| 1r | Kaden Groves               | Alpecin-Deceuninck       | 4h 05' 41" |
| 2n | Sebastián Molano Benavides | UAE Team Emirates        | + 0"       |
| 3r | Edward Theuns              | Lidl-Trek                | + 0"       |
| 4t | Milan Menten               | Lotto Dstny              | + 0"       |
| 5è | Dries Van Gestel           | TotalEnergies            | + 0"       |
| 6è | Orluis Aular Sanabria      | Caja Rural-Seguros RGA   | + 0"       |
| 7è | Hugo Page                  | Intermarché-Circus-Wanty | + 0"       |
| 8è | Lewis Askey                | Groupama-FDJ             | + 0"       |
| 9è | Sean Flynn                 | Team DSM-Firmenich       | + 0"       |
| 10è | Andrea Vendrame            | AG2R Citroën Team        | + 0"       |

|
| \| Classificació general \| Classificació general \| Classificació general \| Classificació general \| Classificació general \| \| Corredor \| Corredor \| Equip \| Temps \| \| \| --------------------- \| --------------------- \| --------------------- \| --------------------- \| --------------------- \| \| 1r \| Remco Evenepoel \| Soudal Quick-Step \| 12h 48' 52" \| \| \| 2n \| Enric Mas Nicolau \| Movistar Team \| + 5" \| \| \| 3r \| Lenny Martinez \| Groupama-FDJ \| + 11" \| \| \| 4t \| Jonas Vingegaard \| Jumbo-Visma \| + 31" \| \| \| 5è \| Aleksandr Vlàssov \| Bora-Hansgrohe \| + 33" \| \| \| 6è \| Cian Uijtdebroeks \| Bora-Hansgrohe \| + 33" \| \| \| 7è \| Romain Bardet \| Team DSM-Firmenich \| + 35" \| \| \| 8è \| Primož Roglič \| Jumbo-Visma \| + 37" \| \| \| 9è \| Juan Ayuso Pesquera \| UAE Team Emirates \| + 38" \| \| \| 10è \| Marc Soler i Giménez \| UAE Team Emirates \| + 42" \| \| |                      |                    |             |
| |                      |                    |             |
| Font: ProCyclingStats |                      |                    |             |
| Classificació general |                      |                    |             |
| Corredor | Corredor             | Equip              | Temps       |
| 1r | Remco Evenepoel      | Soudal Quick-Step  | 12h 48' 52" |
| 2n | Enric Mas Nicolau    | Movistar Team      | + 5"        |
| 3r | Lenny Martinez       | Groupama-FDJ       | + 11"       |
| 4t | Jonas Vingegaard     | Jumbo-Visma        | + 31"       |
| 5è | Aleksandr Vlàssov    | Bora-Hansgrohe     | + 33"       |
| 6è | Cian Uijtdebroeks    | Bora-Hansgrohe     | + 33"       |
| 7è | Romain Bardet        | Team DSM-Firmenich | + 35"       |
| 8è | Primož Roglič        | Jumbo-Visma        | + 37"       |
| 9è | Juan Ayuso Pesquera  | UAE Team Emirates  | + 38"       |
| 10è | Marc Soler i Giménez | UAE Team Emirates  | + 42"       |

## Etapa 5
30 d'agost de 2023 – Morella fins a Burriana, 185,7 km
En aquesta etapa accidentada, Eduardo Sepúlveda fou el primer en coronar el Coll de la Ibola (11,4 km al 3,9%), l'únic port puntuable de l'etapa i, d'aquesta manera, mantingué el mallot de líder de la classificació de muntanya per una etapa més.
Durant els últims 5 km de carrera, mentre el gran grup augmentava velocitat, alguns corredors caigueren, entre ells els corredors del Lotto Dstny Milan Menten i Andreas Kron i el del Team DSM–Firmenich Romain Bardet, qui perdé més de cinc minuts a la general. L'australià Kaden Groves s'emportà la segona victòria consecutiva a la Volta, just per davant de l'italià Filippo Ganna. El podi fou completat pel belga Dries Van Gestel.
A l'sprint intermedi, el líder de la general Remco Evenepoel atacà i fou capaç de guanyar-lo, aconseguint així, un avantatge de sis segons més sobre el segon classificat Enric Mas (Movistar Team), quedant així, a 11 segons del mallorquí i a 17 segons del francès Lenny Martinez, el tercer classificat. No hi hagué més canvis en les classificacions.
| \| Classificació de l'etapa \| Classificació de l'etapa \| Classificació de l'etapa \| Classificació de l'etapa \| Classificació de l'etapa \| \| Corredor \| Corredor \| Equip \| Temps \| \| \| ------------------------ \| ------------------------ \| ------------------------ \| ------------------------ \| ------------------------ \| \| 1r \| Kaden Groves \| Alpecin-Deceuninck \| 4h 23' 43" \| \| \| 2n \| Filippo Ganna \| Ineos Grenadiers \| + 0" \| \| \| 3r \| Dries Van Gestel \| TotalEnergies \| + 0" \| \| \| 4t \| Alberto Dainese \| Team DSM-Firmenich \| + 0" \| \| \| 5è \| Lewis Askey \| Groupama-FDJ \| + 0" \| \| \| 6è \| Edward Theuns \| Lidl-Trek \| + 0" \| \| \| 7è \| David González López \| Caja Rural-Seguros RGA \| + 0" \| \| \| 8è \| Geoffrey Soupe \| TotalEnergies \| + 0" \| \| \| 9è \| Jesús Ezquerra \| Burgos-BH \| + 0" \| \| \| 10è \| Jarrad Drizners \| Lotto Dstny \| + 0" \| \| |                      |                        |            |
| |                      |                        |            |
| Font: ProCyclingStats |                      |                        |            |
| Classificació de l'etapa |                      |                        |            |
| Corredor | Corredor             | Equip                  | Temps      |
| 1r | Kaden Groves         | Alpecin-Deceuninck     | 4h 23' 43" |
| 2n | Filippo Ganna        | Ineos Grenadiers       | + 0"       |
| 3r | Dries Van Gestel     | TotalEnergies          | + 0"       |
| 4t | Alberto Dainese      | Team DSM-Firmenich     | + 0"       |
| 5è | Lewis Askey          | Groupama-FDJ           | + 0"       |
| 6è | Edward Theuns        | Lidl-Trek              | + 0"       |
| 7è | David González López | Caja Rural-Seguros RGA | + 0"       |
| 8è | Geoffrey Soupe       | TotalEnergies          | + 0"       |
| 9è | Jesús Ezquerra       | Burgos-BH              | + 0"       |
| 10è | Jarrad Drizners      | Lotto Dstny            | + 0"       |

|
| \| Classificació general \| Classificació general \| Classificació general \| Classificació general \| Classificació general \| \| Corredor \| Corredor \| Equip \| Temps \| \| \| --------------------- \| --------------------- \| --------------------- \| --------------------- \| --------------------- \| \| 1r \| Remco Evenepoel \| Soudal Quick-Step \| 17h 12' 29" \| \| \| 2n \| Enric Mas Nicolau \| Movistar Team \| + 11" \| \| \| 3r \| Lenny Martinez \| Groupama-FDJ \| + 17" \| \| \| 4t \| Jonas Vingegaard \| Jumbo-Visma \| + 37" \| \| \| 5è \| Aleksandr Vlàssov \| Bora-Hansgrohe \| + 39" \| \| \| 6è \| Cian Uijtdebroeks \| Bora-Hansgrohe \| + 39" \| \| \| 7è \| Primož Roglič \| Jumbo-Visma \| + 43" \| \| \| 8è \| Juan Ayuso Pesquera \| UAE Team Emirates \| + 44" \| \| \| 9è \| Marc Soler i Giménez \| UAE Team Emirates \| + 48" \| \| \| 10è \| João Almeida \| UAE Team Emirates \| + 48" \| \| |                      |                   |             |
| |                      |                   |             |
| Font: ProCyclingStats |                      |                   |             |
| Classificació general |                      |                   |             |
| Corredor | Corredor             | Equip             | Temps       |
| 1r | Remco Evenepoel      | Soudal Quick-Step | 17h 12' 29" |
| 2n | Enric Mas Nicolau    | Movistar Team     | + 11"       |
| 3r | Lenny Martinez       | Groupama-FDJ      | + 17"       |
| 4t | Jonas Vingegaard     | Jumbo-Visma       | + 37"       |
| 5è | Aleksandr Vlàssov    | Bora-Hansgrohe    | + 39"       |
| 6è | Cian Uijtdebroeks    | Bora-Hansgrohe    | + 39"       |
| 7è | Primož Roglič        | Jumbo-Visma       | + 43"       |
| 8è | Juan Ayuso Pesquera  | UAE Team Emirates | + 44"       |
| 9è | Marc Soler i Giménez | UAE Team Emirates | + 48"       |
| 10è | João Almeida         | UAE Team Emirates | + 48"       |

## Etapa 6
31 d'agost de 2023 – La Vall d'Uixó fins l'Observatori Astrofísic de Javalambre (Javalambre), 181,3 km
En la segona etapa de muntanya i amb final al cim de l'Observatori Astrofísic de Javalambre (12 km al 7,6%, amb seccions fins al 15%). L'escapada fou establerta després de varis atacs dels mateixos corredors de l'escapada; aquesta comptà amb uns 40 corredors, dels quals, 12 estaven dins els 25 primers de la classificació general, entre ells, Lenny Martinez i Sepp Kuss (Team Jumbo-Visma).
Durant la primera meitat de l'ascensió a Javalambre, l'escapada es mantingué estable, fins que a 4,1 km del final, Einer Rubio (Movistar Team) atacà. Romain Bardet, Martinez i Kuss reaccionaren a l'atac i es mantingueren rere seu. Més tard, quan el gran grup estigué a uns 3 km del final, Primož Roglič (Jumbo-Visma); mentre que Jonas Vingegaard (Jumbo-Visma) fou capaç de seguir al seu company, Remco Evenepoel, Enric Mas, Juan Ayuso i Cian Uijtdebroeks es distanciaren de l'eslovè. A dos kilòmetres del final, Kuss va atacar i així fou capaç de guanyar l'etapa amb 26 segons d'avantatge sobre el Martinez, el segon en creuar la línia de meta.
Després d'aquesta etapa, la classificació general patí canvis significatius, amb Evenepoel caient fins a la novena posició i cedint el mallot vermell al corredor del Groupama-FDJ Martinez, amb Kuss, que es col·locà segon i a només 8 segons del primer classificat. Marc Soler es col·locà tercer a 51 segons de Martinez.
| \| Classificació de l'etapa \| Classificació de l'etapa \| Classificació de l'etapa \| Classificació de l'etapa \| Classificació de l'etapa \| \| Corredor \| Corredor \| Equip \| Temps \| \| \| ------------------------ \| ------------------------- \| ------------------------ \| ------------------------ \| ------------------------ \| \| 1r \| Sepp Kuss \| Jumbo-Visma \| 4h 27' 29" \| \| \| 2n \| Lenny Martinez \| Groupama-FDJ \| + 26" \| \| \| 3r \| Romain Bardet \| Team DSM-Firmenich \| + 31" \| \| \| 4t \| Mikel Landa Meana \| Bahrain Victorious \| + 46" \| \| \| 5è \| Marc Soler i Giménez \| UAE Team Emirates \| + 46" \| \| \| 6è \| Wout Poels \| Bahrain Victorious \| + 1' 03" \| \| \| 7è \| Einer Rubio \| Movistar Team \| + 1' 05" \| \| \| 8è \| Cristián Rodríguez Martín \| Arkéa-Samsic \| + 1' 12" \| \| \| 9è \| Steff Cras \| TotalEnergies \| + 1' 12" \| \| \| 10è \| Jefferson Cepeda \| Caja Rural-Seguros RGA \| + 1' 26" \| \| |                           |                        |            |
| |                           |                        |            |
| Font: ProCyclingStats |                           |                        |            |
| Classificació de l'etapa |                           |                        |            |
| Corredor | Corredor                  | Equip                  | Temps      |
| 1r | Sepp Kuss                 | Jumbo-Visma            | 4h 27' 29" |
| 2n | Lenny Martinez            | Groupama-FDJ           | + 26"      |
| 3r | Romain Bardet             | Team DSM-Firmenich     | + 31"      |
| 4t | Mikel Landa Meana         | Bahrain Victorious     | + 46"      |
| 5è | Marc Soler i Giménez      | UAE Team Emirates      | + 46"      |
| 6è | Wout Poels                | Bahrain Victorious     | + 1' 03"   |
| 7è | Einer Rubio               | Movistar Team          | + 1' 05"   |
| 8è | Cristián Rodríguez Martín | Arkéa-Samsic           | + 1' 12"   |
| 9è | Steff Cras                | TotalEnergies          | + 1' 12"   |
| 10è | Jefferson Cepeda          | Caja Rural-Seguros RGA | + 1' 26"   |

|
| \| Classificació general \| Classificació general \| Classificació general \| Classificació general \| Classificació general \| \| Corredor \| Corredor \| Equip \| Temps \| \| \| --------------------- \| -------------------------- \| ---------------------- \| --------------------- \| --------------------- \| \| 1r \| Lenny Martinez \| Groupama-FDJ \| 21h 40' 35" \| \| \| 2n \| Sepp Kuss \| Jumbo-Visma \| + 8" \| \| \| 3r \| Marc Soler i Giménez \| UAE Team Emirates \| + 51" \| \| \| 4t \| Wout Poels \| Bahrain Victorious \| + 1' 41" \| \| \| 5è \| Steff Cras \| TotalEnergies \| + 1' 48" \| \| \| 6è \| Mikel Landa Meana \| Bahrain Victorious \| + 1' 58" \| \| \| 7è \| Jefferson Cepeda \| Caja Rural-Seguros RGA \| + 2' 06" \| \| \| 8è \| David de la Cruz Melgarejo \| Astana Qazaqstan Team \| + 2' 23" \| \| \| 9è \| Remco Evenepoel \| Soudal Quick-Step \| + 2' 47" \| \| \| 10è \| Enric Mas Nicolau \| Movistar Team \| + 2' 50" \| \| |                            |                        |             |
| |                            |                        |             |
| Font: ProCyclingStats |                            |                        |             |
| Classificació general |                            |                        |             |
| Corredor | Corredor                   | Equip                  | Temps       |
| 1r | Lenny Martinez             | Groupama-FDJ           | 21h 40' 35" |
| 2n | Sepp Kuss                  | Jumbo-Visma            | + 8"        |
| 3r | Marc Soler i Giménez       | UAE Team Emirates      | + 51"       |
| 4t | Wout Poels                 | Bahrain Victorious     | + 1' 41"    |
| 5è | Steff Cras                 | TotalEnergies          | + 1' 48"    |
| 6è | Mikel Landa Meana          | Bahrain Victorious     | + 1' 58"    |
| 7è | Jefferson Cepeda           | Caja Rural-Seguros RGA | + 2' 06"    |
| 8è | David de la Cruz Melgarejo | Astana Qazaqstan Team  | + 2' 23"    |
| 9è | Remco Evenepoel            | Soudal Quick-Step      | + 2' 47"    |
| 10è | Enric Mas Nicolau          | Movistar Team          | + 2' 50"    |

## Etapa 7
1 de setembre de 2023 – Utiel fins a Oliva, 188,8 km
La setena etapa fou plana i començà amb un atac matiner a la mà dels corredors espanyols Jesús Herrada (Cofidis) i Ander Okamika (Burgos BH). El duo fou capaç de liderar tota la carrera i fins i tot a separar-se del gran grup 2' 30". Darrera seu, el gran grup estigué majoritàriament liderat per Alpecin-Deceuninck. A uns 135 km d'acabar, hi hagué una caiguda entre tres corredors de l'Ineos Grenadiers, entre ells Geraint Thomas, però els tres foren capaços de finalitzar l'etapa. A 60 kilòmetres del final, el gran grup fou capaç d'atrapar als dos homes de l'escapada, però Okamika fou capaç de tornar-se a separar i marcar una diferència de més d'un minut; finalment, a uns 40 kilòmetres de la meta, el gran grup atrapà a Okamika.
A mesura que el gran grup començà a acostar-se a la línia de meta, els corredors a les files d'Alpecin-Deceuninck`, UAE Team Emirates i Team Jumbo-Visma, entre d'altres, començaren a col·locar-se per intentar guanyar l'etapa. A uns 11 kilòmetres del final, un incident provocà alguna caiguda, entre ells, hi hagué el belga Jetse Bol (Burgos BH), Pierre Latour (Team TotalEnergies) i Sepp Kuss (Jumbo-Visma). L'estatunidenc, segon en la classificació general, fou capaç de tornar ràpidament a la bicicleta ja que "amb prou feines tocà el terra". Sis kilòmetres més tard, hi hagué una gran caiguda que involucrà força corredors, com els corredors de l'Alpecin -Deceuninck Kaden Groves i Jimmy Janssens o Michael Storer del Groupama-FDJ, però qui s'emportà la pitjor part fou el neerlandès de l'Ineos Thymen Arensman, qui patí un traumatisme i tingué que abandonar la Volta. L'Intermarché-Circus-Wanty liderà quasi els 2 úlims kilòmetres, però a 200 metres del final, el francès Geoffrey Soupe (TotalEnergies), començà un atac que el portà a la victòria de l'etapa.
Els resultats de l'etapa no afectaren a cap de les classificacions principals de la Volta i Ander Okamika s'emportà el Premi de la combativitat.
| \| Classificació de l'etapa \| Classificació de l'etapa \| Classificació de l'etapa \| Classificació de l'etapa \| Classificació de l'etapa \| \| Corredor \| Corredor \| Equip \| Temps \| \| \| ------------------------ \| -------------------------- \| ------------------------ \| ------------------------ \| ------------------------ \| \| 1r \| Geoffrey Soupe \| TotalEnergies \| 4h 56' 29" \| \| \| 2n \| Orluis Aular Sanabria \| Caja Rural-Seguros RGA \| + 0" \| \| \| 3r \| Edward Theuns \| Lidl-Trek \| + 0" \| \| \| 4t \| Sebastián Molano Benavides \| UAE Team Emirates \| + 0" \| \| \| 5è \| Kaden Groves \| Alpecin-Deceuninck \| + 0" \| \| \| 6è \| Marijn van den Berg \| EF Education-EasyPost \| + 0" \| \| \| 7è \| David González López \| Caja Rural-Seguros RGA \| + 0" \| \| \| 8è \| Hugo Page \| Intermarché-Circus-Wanty \| + 0" \| \| \| 9è \| Filippo Ganna \| Ineos Grenadiers \| + 0" \| \| \| 10è \| Matevž Govekar \| Bahrain Victorious \| + 0" \| \| |                            |                          |            |
| |                            |                          |            |
| Font: ProCyclingStats |                            |                          |            |
| Classificació de l'etapa |                            |                          |            |
| Corredor | Corredor                   | Equip                    | Temps      |
| 1r | Geoffrey Soupe             | TotalEnergies            | 4h 56' 29" |
| 2n | Orluis Aular Sanabria      | Caja Rural-Seguros RGA   | + 0"       |
| 3r | Edward Theuns              | Lidl-Trek                | + 0"       |
| 4t | Sebastián Molano Benavides | UAE Team Emirates        | + 0"       |
| 5è | Kaden Groves               | Alpecin-Deceuninck       | + 0"       |
| 6è | Marijn van den Berg        | EF Education-EasyPost    | + 0"       |
| 7è | David González López       | Caja Rural-Seguros RGA   | + 0"       |
| 8è | Hugo Page                  | Intermarché-Circus-Wanty | + 0"       |
| 9è | Filippo Ganna              | Ineos Grenadiers         | + 0"       |
| 10è | Matevž Govekar             | Bahrain Victorious       | + 0"       |

|
| \| Classificació general \| Classificació general \| Classificació general \| Classificació general \| Classificació general \| \| Corredor \| Corredor \| Equip \| Temps \| \| \| --------------------- \| -------------------------- \| ---------------------- \| --------------------- \| --------------------- \| \| 1r \| Lenny Martinez \| Groupama-FDJ \| 26h 37' 04" \| \| \| 2n \| Sepp Kuss \| Jumbo-Visma \| + 8" \| \| \| 3r \| Marc Soler i Giménez \| UAE Team Emirates \| + 51" \| \| \| 4t \| Wout Poels \| Bahrain Victorious \| + 1' 41" \| \| \| 5è \| Steff Cras \| TotalEnergies \| + 1' 48" \| \| \| 6è \| Mikel Landa Meana \| Bahrain Victorious \| + 1' 58" \| \| \| 7è \| David de la Cruz Melgarejo \| Astana Qazaqstan Team \| + 2' 23" \| \| \| 8è \| Jefferson Cepeda \| Caja Rural-Seguros RGA \| + 2' 30" \| \| \| 9è \| Remco Evenepoel \| Soudal Quick-Step \| + 2' 47" \| \| \| 10è \| Jonas Vingegaard \| Jumbo-Visma \| + 2' 50" \| \| |                            |                        |             |
| |                            |                        |             |
| Font: ProCyclingStats |                            |                        |             |
| Classificació general |                            |                        |             |
| Corredor | Corredor                   | Equip                  | Temps       |
| 1r | Lenny Martinez             | Groupama-FDJ           | 26h 37' 04" |
| 2n | Sepp Kuss                  | Jumbo-Visma            | + 8"        |
| 3r | Marc Soler i Giménez       | UAE Team Emirates      | + 51"       |
| 4t | Wout Poels                 | Bahrain Victorious     | + 1' 41"    |
| 5è | Steff Cras                 | TotalEnergies          | + 1' 48"    |
| 6è | Mikel Landa Meana          | Bahrain Victorious     | + 1' 58"    |
| 7è | David de la Cruz Melgarejo | Astana Qazaqstan Team  | + 2' 23"    |
| 8è | Jefferson Cepeda           | Caja Rural-Seguros RGA | + 2' 30"    |
| 9è | Remco Evenepoel            | Soudal Quick-Step      | + 2' 47"    |
| 10è | Jonas Vingegaard           | Jumbo-Visma            | + 2' 50"    |

## Etapa 8
2 de setembre de 2023 – Dénia fins a Xorret de Catí, 164,8 km
La vuitena etapa comptà amb dos ports de muntanya de tercera categoria, dos de segona i un de primera (3,9 km al 11,4%, amb pendent superant el 20%). Poc després del recorregut neutralitzat començaren els atacs i després d'uns 13 kilòmetres recorreguts, hi hagué una escapada d'uns trenta corredors, entre ells Thomas De Gendt (Lotto Dstny), Max Poole (Team DSM–Firmenich) o Nico Denz (Bora-Hansgrohe). Jesús Herrada (Cofidis) s'emportà els punts de la classificació de la muntanya dels dos primers ports i De Gent s'emportà els punts del tercer, però més endavant, es deixà caure per ajudar al seu company d'equip Andreas Kron. A uns 65 kilòmetres de la meta, el Jumbo-Visma es posà capdavanter al gran grup i augmentà la velocitat per atrapar a l'escapada.
Al davant de tot de la carrera, hi hagué diferents atacs, creant un grup líder i un grup perseguidor. A l'inici de l'ascensió al Xorret de Catí, el gran grup quedà a segons de l'escapada i poc després de començar el port, foren neutralitzats pels homes del Jumbo-Visma i l'etapa quedà a disputar entre tres homes del Jumbo-Visma, tres de l'UAE Team Emirates, Enric Mas (Movistar Team) i Remco Evenepoel (Soudal Quick-Step). El francès Lenny Martinez (Groupama-FDJ), líder de la general, intentà mantenir-se en el grup capdavanter, però finalment, a uns 5 kilòmentres del final, es despenjà. Tot i que Evenepoel marcà un ritme ràpid de carrera durant els kilòmetres finals, un sprint final permeté que Primož Roglič (Jumbo-Visma) guanyés l'etapa, per davant del belga i del català Juan Ayuso (UAE Team Emirates).
A la general, l'estatunidenc Sepp Kuss aconseguí el liderat i una avantatge de 43 segons respecte el segon, Marc Soler (UAE Team Emirates), i el 1 minut respecte Martinez, tercer a la general. Oier Lakano s'emportà el Premi a la Combativitat.
| \| Classificació de l'etapa \| Classificació de l'etapa \| Classificació de l'etapa \| Classificació de l'etapa \| Classificació de l'etapa \| \| Corredor \| Corredor \| Equip \| Temps \| \| \| ------------------------ \| ------------------------ \| ------------------------ \| ------------------------ \| ------------------------ \| \| 1r \| Primož Roglič \| Jumbo-Visma \| 4h 13' 52" \| \| \| 2n \| Remco Evenepoel \| Soudal Quick-Step \| + 0" \| \| \| 3r \| Juan Ayuso Pesquera \| UAE Team Emirates \| + 0" \| \| \| 4t \| Enric Mas Nicolau \| Movistar Team \| + 2" \| \| \| 5è \| Jonas Vingegaard \| Jumbo-Visma \| + 2" \| \| \| 6è \| João Almeida \| UAE Team Emirates \| + 2" \| \| \| 7è \| Sepp Kuss \| Jumbo-Visma \| + 2" \| \| \| 8è \| Marc Soler i Giménez \| UAE Team Emirates \| + 2" \| \| \| 9è \| Wout Poels \| Bahrain Victorious \| + 34" \| \| \| 10è \| Aleksandr Vlàssov \| Bora-Hansgrohe \| + 39" \| \| |                      |                    |            |
| |                      |                    |            |
| Font: ProCyclingStats |                      |                    |            |
| Classificació de l'etapa |                      |                    |            |
| Corredor | Corredor             | Equip              | Temps      |
| 1r | Primož Roglič        | Jumbo-Visma        | 4h 13' 52" |
| 2n | Remco Evenepoel      | Soudal Quick-Step  | + 0"       |
| 3r | Juan Ayuso Pesquera  | UAE Team Emirates  | + 0"       |
| 4t | Enric Mas Nicolau    | Movistar Team      | + 2"       |
| 5è | Jonas Vingegaard     | Jumbo-Visma        | + 2"       |
| 6è | João Almeida         | UAE Team Emirates  | + 2"       |
| 7è | Sepp Kuss            | Jumbo-Visma        | + 2"       |
| 8è | Marc Soler i Giménez | UAE Team Emirates  | + 2"       |
| 9è | Wout Poels           | Bahrain Victorious | + 34"      |
| 10è | Aleksandr Vlàssov    | Bora-Hansgrohe     | + 39"      |

|
| \| Classificació general \| Classificació general \| Classificació general \| Classificació general \| Classificació general \| \| Corredor \| Corredor \| Equip \| Temps \| \| \| --------------------- \| --------------------- \| --------------------- \| --------------------- \| --------------------- \| \| 1r \| Sepp Kuss \| Jumbo-Visma \| 30h 51' 06" \| \| \| 2n \| Marc Soler i Giménez \| UAE Team Emirates \| + 43" \| \| \| 3r \| Lenny Martinez \| Groupama-FDJ \| + 1' 00" \| \| \| 4t \| Wout Poels \| Bahrain Victorious \| + 2' 05" \| \| \| 5è \| Mikel Landa Meana \| Bahrain Victorious \| + 2' 29" \| \| \| 6è \| Remco Evenepoel \| Soudal Quick-Step \| + 2' 31" \| \| \| 7è \| Primož Roglič \| Jumbo-Visma \| + 2' 38" \| \| \| 8è \| Jonas Vingegaard \| Jumbo-Visma \| + 2' 42" \| \| \| 9è \| Enric Mas Nicolau \| Movistar Team \| + 2' 42" \| \| \| 10è \| Juan Ayuso Pesquera \| UAE Team Emirates \| + 2' 52" \| \| |                      |                    |             |
| |                      |                    |             |
| Font: ProCyclingStats |                      |                    |             |
| Classificació general |                      |                    |             |
| Corredor | Corredor             | Equip              | Temps       |
| 1r | Sepp Kuss            | Jumbo-Visma        | 30h 51' 06" |
| 2n | Marc Soler i Giménez | UAE Team Emirates  | + 43"       |
| 3r | Lenny Martinez       | Groupama-FDJ       | + 1' 00"    |
| 4t | Wout Poels           | Bahrain Victorious | + 2' 05"    |
| 5è | Mikel Landa Meana    | Bahrain Victorious | + 2' 29"    |
| 6è | Remco Evenepoel      | Soudal Quick-Step  | + 2' 31"    |
| 7è | Primož Roglič        | Jumbo-Visma        | + 2' 38"    |
| 8è | Jonas Vingegaard     | Jumbo-Visma        | + 2' 42"    |
| 9è | Enric Mas Nicolau    | Movistar Team      | + 2' 42"    |
| 10è | Juan Ayuso Pesquera  | UAE Team Emirates  | + 2' 52"    |

## Etapa 9
3 de setembre de 2023 – Cartagena fins a Collado de la Cruz de Caravaca, 190,9 km
La novena etapa es presentà amb dificultat a causa de les males condicions meteorològiques i, per la mateixa raó, els temps de l'etapa s'agafaren a 2,05 km de la meta, tot i així, el final de l'etapa es mantingué al lloc original, l'alt de la Cruz de Caravaca. L'etapa començà amb el Jumbo-Visma mantenint una velocitat alta, amb la que pogueren crear una escapada amb tots els homes del Jumbo, excepte Robert Gesink, Remco Evenepoel i Mattia Cattaneo, del Soudal Quick-Step, Matevž Govekar del Bahrain Victorious i Nico Denz, Aleksandr Vlàssov i Emanuel Buchmann del Bora-Hansgrohe. Uns 15 kilòmetres més endavant foren atrapats i poc després hi hagué un atac amb cinc homes i es creà una escapada de vuit corredors, entre ells Matteo Sobrero (Team Jayco AlUla), Lennard Kämna (Bora-Hansgrohe), Chris Hamilton (Team DSM–Firmenich) i Rubén Fernández (Cofidis).
Després que l'escapada aconseguís més de 8 minuts d'avantatge respecte el gran grup, quedà clar que la victòria es disputaria entre els homes de l'escapada. L'escapada començà l'ascensió al port final amb quatre minuts per davant del gran grup i Kämna i Sobrero eren els corredors amb més possibilitats de la victòria de l'etapa. Finalment, Kämna fou el vencedor de l'etapa i Sobrero el seguí amb 13 segons de diferència.
A la general, Sepp Kuss mantingué el liderat, seguit per Marc Soler i Lenny Martinez. Remco Evenepoel ascendí dues posicions i Juan Ayuso entrà al Top 10.
| \| Classificació de l'etapa \| Classificació de l'etapa \| Classificació de l'etapa \| Classificació de l'etapa \| Classificació de l'etapa \| \| Corredor \| Corredor \| Equip \| Temps \| \| \| ------------------------ \| ------------------------ \| ------------------------ \| ------------------------ \| ------------------------ \| \| 1r \| Lennard Kämna \| Bora-Hansgrohe \| 4h 28' 59" \| \| \| 2n \| Matteo Sobrero \| Team Jayco AlUla \| + 13" \| \| \| 3r \| Chris Hamilton \| Team DSM-Firmenich \| + 1' 12" \| \| \| 4t \| Amanuel Gebrezgabihier \| Lidl-Trek \| + 1' 00" \| \| \| 5è \| Jon Barrenetxea \| Caja Rural-Seguros RGA \| + 1' 37" \| \| \| 6è \| Rubén Fernández Andújar \| Cofidis \| + 1' 37" \| \| \| 7è \| Jonathan Caicedo Cepeda \| EF Education-EasyPost \| + 2' 11" \| \| \| 8è \| Daniel Navarro García \| Burgos-BH \| + 2' 41" \| \| \| 9è \| Enric Mas Nicolau \| Movistar Team \| + 3' 18" \| \| \| 10è \| Aleksandr Vlàssov \| Bora-Hansgrohe \| + 3' 11" \| \| |                         |                        |            |
| |                         |                        |            |
| Font: ProCyclingStats |                         |                        |            |
| Classificació de l'etapa |                         |                        |            |
| Corredor | Corredor                | Equip                  | Temps      |
| 1r | Lennard Kämna           | Bora-Hansgrohe         | 4h 28' 59" |
| 2n | Matteo Sobrero          | Team Jayco AlUla       | + 13"      |
| 3r | Chris Hamilton          | Team DSM-Firmenich     | + 1' 12"   |
| 4t | Amanuel Gebrezgabihier  | Lidl-Trek              | + 1' 00"   |
| 5è | Jon Barrenetxea         | Caja Rural-Seguros RGA | + 1' 37"   |
| 6è | Rubén Fernández Andújar | Cofidis                | + 1' 37"   |
| 7è | Jonathan Caicedo Cepeda | EF Education-EasyPost  | + 2' 11"   |
| 8è | Daniel Navarro García   | Burgos-BH              | + 2' 41"   |
| 9è | Enric Mas Nicolau       | Movistar Team          | + 3' 18"   |
| 10è | Aleksandr Vlàssov       | Bora-Hansgrohe         | + 3' 11"   |

|
| \| Classificació general \| Classificació general \| Classificació general \| Classificació general \| Classificació general \| \| Corredor \| Corredor \| Equip \| Temps \| \| \| --------------------- \| --------------------- \| --------------------- \| --------------------- \| --------------------- \| \| 1r \| Sepp Kuss \| Jumbo-Visma \| 35h 23' 30" \| \| \| 2n \| Marc Soler i Giménez \| UAE Team Emirates \| + 43" \| \| \| 3r \| Lenny Martinez \| Groupama-FDJ \| + 1' 02" \| \| \| 4t \| Remco Evenepoel \| Soudal Quick-Step \| + 2' 24" \| \| \| 5è \| Mikel Landa Meana \| Bahrain Victorious \| + 2' 29" \| \| \| 6è \| Primož Roglič \| Jumbo-Visma \| + 2' 29" \| \| \| 7è \| Jonas Vingegaard \| Jumbo-Visma \| + 2' 35" \| \| \| 8è \| Enric Mas Nicolau \| Movistar Team \| + 2' 35" \| \| \| 9è \| Juan Ayuso Pesquera \| UAE Team Emirates \| + 2' 45" \| \| \| 10è \| João Almeida \| UAE Team Emirates \| + 2' 55" \| \| |                      |                    |             |
| |                      |                    |             |
| Font: ProCyclingStats |                      |                    |             |
| Classificació general |                      |                    |             |
| Corredor | Corredor             | Equip              | Temps       |
| 1r | Sepp Kuss            | Jumbo-Visma        | 35h 23' 30" |
| 2n | Marc Soler i Giménez | UAE Team Emirates  | + 43"       |
| 3r | Lenny Martinez       | Groupama-FDJ       | + 1' 02"    |
| 4t | Remco Evenepoel      | Soudal Quick-Step  | + 2' 24"    |
| 5è | Mikel Landa Meana    | Bahrain Victorious | + 2' 29"    |
| 6è | Primož Roglič        | Jumbo-Visma        | + 2' 29"    |
| 7è | Jonas Vingegaard     | Jumbo-Visma        | + 2' 35"    |
| 8è | Enric Mas Nicolau    | Movistar Team      | + 2' 35"    |
| 9è | Juan Ayuso Pesquera  | UAE Team Emirates  | + 2' 45"    |
| 10è | João Almeida         | UAE Team Emirates  | + 2' 55"    |

## Dia de descans 1
4 de setembre de 2023 – Valladolid

## Etapa 10
5 de setembre de 2023 – Valladolid fins a Valladolid, 25 km (CRI)
La desena etapa fou la segona contrarellotge de la Volta, aquesta vegada però, en modalitat d'individual. Els ciclistes s'enfrontaren a un recorregut de quasi 26 kilòmetres sense massa desnivell i amb inici i final a Valladolid.
El corredor francès del Groupama-FDJ, Clément Davy, marcà el millor temps, fins que el també francès Hugo Page (Intermarché-Circus-Wanty), baixà la marca per 39 segons, tot i així, el liderat li durà poc, doncs, el suís Stefan Bissegger (EF Education-EasyPost), campió de contrarellotge individual als Campionats Europeus de 2022, fou el primer ciclista en baixar dels 30 minuts. Poc després de Bissegger, Filippo Ganna (Ineos Grenadiers), dues vegades campió del món en contrarellotge individual, aturà el rellotge als 27 minuts 39 segons i es col·locà primer provisionalment. Els següents ciclistes no foren capaços d'acabar en temps similars al de Ganna i Aleksandr Vlàssov (Bora-Hansgrohe) fou el primer ciclista que fou capaç de baixar del minut de diferència amb l'italià. L'eslovè Primož Roglič (Team Jumbo-Visma), es quedà a 36 segons de Ganna i Remco Evenepoel (Soudal Quick-Step) fou 16 segons més lent que l'italià.
La general no patí massa canvis i Sepp Kuss (Jumbo-Visma) mantingué el mallot vermell de líder després de realitzar una bona etapa. El segon de la general, Marc Soler (UAE Team Emirates), es quedà a 26 segons de l'estatunidenc, mentre que Evenepoel millorà una posició i quedà tercer, a 1 minut i 9 segons del líder, a part, també s'emportà el liderat de la classificació de joves. Roglič ascendí dues posicions i es col·locà mig minut rere Evenepoel, mentre que Jonas Vingegaard (Jumbo-Visma), mantingué la setena posició i Vlàssov entrà en el Top-10.
| \| Classificació de l'etapa \| Classificació de l'etapa \| Classificació de l'etapa \| Classificació de l'etapa \| Classificació de l'etapa \| \| Corredor \| Corredor \| Equip \| Temps \| \| \| ------------------------ \| ------------------------ \| ------------------------ \| ------------------------ \| ------------------------ \| \| 1r \| Filippo Ganna \| Ineos Grenadiers \| 27' 39" \| \| \| 2n \| Remco Evenepoel \| Soudal Quick-Step \| + 16" \| \| \| 3r \| Primož Roglič \| Jumbo-Visma \| + 36" \| \| \| 4t \| João Almeida \| UAE Team Emirates \| + 50" \| \| \| 5è \| Aleksandr Vlàssov \| Bora-Hansgrohe \| + 52" \| \| \| 6è \| Mattia Cattaneo \| Soudal Quick-Step \| + 1' 09" \| \| \| 7è \| Juan Ayuso Pesquera \| UAE Team Emirates \| + 1' 11" \| \| \| 8è \| Marc Soler i Giménez \| UAE Team Emirates \| + 1' 12" \| \| \| 9è \| Nélson Oliveira \| Movistar Team \| + 1' 12" \| \| \| 10è \| Jonas Vingegaard \| Jumbo-Visma \| + 1' 18" \| \| |                      |                   |          |
| |                      |                   |          |
| Font: ProCyclingStats |                      |                   |          |
| Classificació de l'etapa |                      |                   |          |
| Corredor | Corredor             | Equip             | Temps    |
| 1r | Filippo Ganna        | Ineos Grenadiers  | 27' 39"  |
| 2n | Remco Evenepoel      | Soudal Quick-Step | + 16"    |
| 3r | Primož Roglič        | Jumbo-Visma       | + 36"    |
| 4t | João Almeida         | UAE Team Emirates | + 50"    |
| 5è | Aleksandr Vlàssov    | Bora-Hansgrohe    | + 52"    |
| 6è | Mattia Cattaneo      | Soudal Quick-Step | + 1' 09" |
| 7è | Juan Ayuso Pesquera  | UAE Team Emirates | + 1' 11" |
| 8è | Marc Soler i Giménez | UAE Team Emirates | + 1' 12" |
| 9è | Nélson Oliveira      | Movistar Team     | + 1' 12" |
| 10è | Jonas Vingegaard     | Jumbo-Visma       | + 1' 18" |

|
| \| Classificació general \| Classificació general \| Classificació general \| Classificació general \| Classificació general \| \| Corredor \| Corredor \| Equip \| Temps \| \| \| --------------------- \| --------------------- \| --------------------- \| --------------------- \| --------------------- \| \| 1r \| Sepp Kuss \| Jumbo-Visma \| 35h 52' 38" \| \| \| 2n \| Marc Soler i Giménez \| UAE Team Emirates \| + 26" \| \| \| 3r \| Remco Evenepoel \| Soudal Quick-Step \| + 1' 09" \| \| \| 4t \| Primož Roglič \| Jumbo-Visma \| + 1' 36" \| \| \| 5è \| Lenny Martinez \| Groupama-FDJ \| + 2' 02" \| \| \| 6è \| João Almeida \| UAE Team Emirates \| + 2' 16" \| \| \| 7è \| Jonas Vingegaard \| Jumbo-Visma \| + 2' 22" \| \| \| 8è \| Juan Ayuso Pesquera \| UAE Team Emirates \| + 2' 25" \| \| \| 9è \| Enric Mas Nicolau \| Movistar Team \| + 2' 50" \| \| \| 10è \| Aleksandr Vlàssov \| Bora-Hansgrohe \| + 3' 14" \| \| |                      |                   |             |
| |                      |                   |             |
| Font: ProCyclingStats |                      |                   |             |
| Classificació general |                      |                   |             |
| Corredor | Corredor             | Equip             | Temps       |
| 1r | Sepp Kuss            | Jumbo-Visma       | 35h 52' 38" |
| 2n | Marc Soler i Giménez | UAE Team Emirates | + 26"       |
| 3r | Remco Evenepoel      | Soudal Quick-Step | + 1' 09"    |
| 4t | Primož Roglič        | Jumbo-Visma       | + 1' 36"    |
| 5è | Lenny Martinez       | Groupama-FDJ      | + 2' 02"    |
| 6è | João Almeida         | UAE Team Emirates | + 2' 16"    |
| 7è | Jonas Vingegaard     | Jumbo-Visma       | + 2' 22"    |
| 8è | Juan Ayuso Pesquera  | UAE Team Emirates | + 2' 25"    |
| 9è | Enric Mas Nicolau    | Movistar Team     | + 2' 50"    |
| 10è | Aleksandr Vlàssov    | Bora-Hansgrohe    | + 3' 14"    |

## Etapa 11
6 de setembre de 2023 – Lerma fins a la Laguna Negra (Vinuesa), 163,2 km
L'etapa 11 es presentà en un terreny amb cert desnivell, però al final comptà amb un port de primera categoria i el final s'acabà en alt, a Laguna Negra. Amb un inici amb diversos atacs, després d'uns 40 kilòmetres rodant, una escapada de 26 homes fou exitosa i, entre ells hi havia Geraint Thomas i Filippo Ganna de l'INEOS Grenadiers, Andreas Kron (Lotto Dstny), Jesús Herrada (Cofidis), Luis León Sánchez (Astana Qazaqstan Team) i Joel Nicolau del Caja Rural-Seguros RGA. Mentre, al gran grup, el Jumbo-Visma fou l'encarregat de marcar el ritme del gran grup durant gran part de l'etapa. Per la seva banda, l'escapada continuà augmentant diferències fins que estigué a prop dels 6 minuts. A 10 kilòmetres del final, Paul Ourselin (Team TotalEnergies), atacà a l'escapada, aconseguint una diferència de 25 segons i també començà l'ascensió a Laguna Negra (6,5 km al 6,8%, amb seccions fins al 14%) en solitari.
Durant l'ascensió, l'escapada reduí el nombre de corredors, fins que, dels 26 que aconseguiren escapar-se al principi, només en quedaren 9 o 10, amb Ganna liderant el grup. A 300 metres de la meta, l'espanyol Herrada llançà un últim atac que el portà cap a la victòria de l'onzena etapa i, alhora, també es convertí en el primer espanyol en guanyar durant la Volta a Espanya de 2023. Amb aquesta victòria, Herrada també aconseguí el mallot de punts blaus com a líder del Gran Premi de la Muntanya, després d'aconseguir la màxima puntuació durant l'ascensió al port final. Thomas, un dels favorits per guanyar l'onzena etapa, acabà 5a posició, a 19 segons del vencedor. El gran grup arribà a l'alt de Laguna Negra 5 minuts 50 segons més tard que Herrada.
Sepp Kuss (Jumbo-Visma) mantingué el liderat i les diferències respecte Marc Soler i Remco Evenepoel, segon i tercer en la classificació general, respectivament.
| \| Classificació de l'etapa \| Classificació de l'etapa \| Classificació de l'etapa \| Classificació de l'etapa \| Classificació de l'etapa \| \| Corredor \| Corredor \| Equip \| Temps \| \| \| ------------------------ \| ------------------------ \| ------------------------ \| ------------------------ \| ------------------------ \| \| 1r \| Jesús Herrada López \| Cofidis \| 3h 29' 17" \| \| \| 2n \| Romain Grégoire \| Groupama-FDJ \| + 3" \| \| \| 3r \| Andreas Kron \| Lotto Dstny \| + 8" \| \| \| 4t \| Jonathan Caicedo Cepeda \| EF Education-EasyPost \| + 12" \| \| \| 5è \| Geraint Thomas \| Ineos Grenadiers \| + 19" \| \| \| 6è \| Pelayo Sánchez Mayo \| Burgos-BH \| + 24" \| \| \| 7è \| Rudy Molard \| Groupama-FDJ \| + 24" \| \| \| 8è \| Nicolas Prodhomme \| AG2R Citroën Team \| + 27" \| \| \| 9è \| Dorian Godon \| AG2R Citroën Team \| + 58" \| \| \| 10è \| Filippo Ganna \| Ineos Grenadiers \| + 1' 16" \| \| |                         |                       |            |
| |                         |                       |            |
| Font: ProCyclingStats |                         |                       |            |
| Classificació de l'etapa |                         |                       |            |
| Corredor | Corredor                | Equip                 | Temps      |
| 1r | Jesús Herrada López     | Cofidis               | 3h 29' 17" |
| 2n | Romain Grégoire         | Groupama-FDJ          | + 3"       |
| 3r | Andreas Kron            | Lotto Dstny           | + 8"       |
| 4t | Jonathan Caicedo Cepeda | EF Education-EasyPost | + 12"      |
| 5è | Geraint Thomas          | Ineos Grenadiers      | + 19"      |
| 6è | Pelayo Sánchez Mayo     | Burgos-BH             | + 24"      |
| 7è | Rudy Molard             | Groupama-FDJ          | + 24"      |
| 8è | Nicolas Prodhomme       | AG2R Citroën Team     | + 27"      |
| 9è | Dorian Godon            | AG2R Citroën Team     | + 58"      |
| 10è | Filippo Ganna           | Ineos Grenadiers      | + 1' 16"   |

|
| \| Classificació general \| Classificació general \| Classificació general \| Classificació general \| Classificació general \| \| Corredor \| Corredor \| Equip \| Temps \| \| \| --------------------- \| --------------------- \| --------------------- \| --------------------- \| --------------------- \| \| 1r \| Sepp Kuss \| Jumbo-Visma \| 39h 27' 45" \| \| \| 2n \| Marc Soler i Giménez \| UAE Team Emirates \| + 26" \| \| \| 3r \| Remco Evenepoel \| Soudal Quick-Step \| + 1' 09" \| \| \| 4t \| Primož Roglič \| Jumbo-Visma \| + 1' 36" \| \| \| 5è \| Lenny Martinez \| Groupama-FDJ \| + 2' 02" \| \| \| 6è \| João Almeida \| UAE Team Emirates \| + 2' 16" \| \| \| 7è \| Jonas Vingegaard \| Jumbo-Visma \| + 2' 22" \| \| \| 8è \| Juan Ayuso Pesquera \| UAE Team Emirates \| + 2' 25" \| \| \| 9è \| Enric Mas Nicolau \| Movistar Team \| + 2' 50" \| \| \| 10è \| Aleksandr Vlàssov \| Bora-Hansgrohe \| + 3' 14" \| \| |                      |                   |             |
| |                      |                   |             |
| Font: ProCyclingStats |                      |                   |             |
| Classificació general |                      |                   |             |
| Corredor | Corredor             | Equip             | Temps       |
| 1r | Sepp Kuss            | Jumbo-Visma       | 39h 27' 45" |
| 2n | Marc Soler i Giménez | UAE Team Emirates | + 26"       |
| 3r | Remco Evenepoel      | Soudal Quick-Step | + 1' 09"    |
| 4t | Primož Roglič        | Jumbo-Visma       | + 1' 36"    |
| 5è | Lenny Martinez       | Groupama-FDJ      | + 2' 02"    |
| 6è | João Almeida         | UAE Team Emirates | + 2' 16"    |
| 7è | Jonas Vingegaard     | Jumbo-Visma       | + 2' 22"    |
| 8è | Juan Ayuso Pesquera  | UAE Team Emirates | + 2' 25"    |
| 9è | Enric Mas Nicolau    | Movistar Team     | + 2' 50"    |
| 10è | Aleksandr Vlàssov    | Bora-Hansgrohe    | + 3' 14"    |